# Kosz mínár

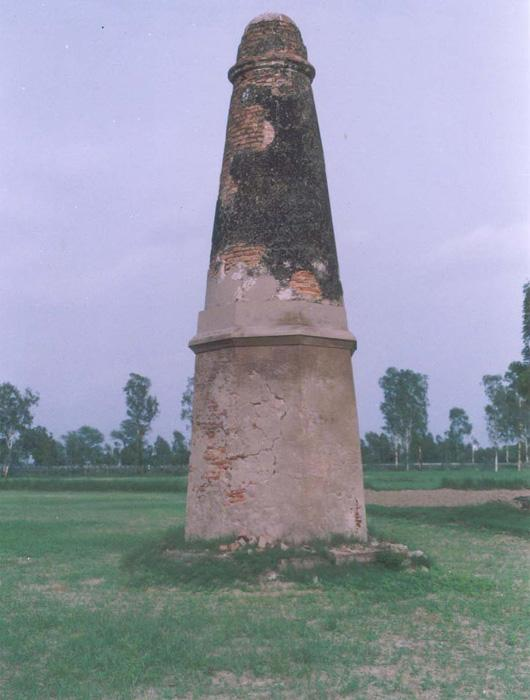
Egy kosz mínár Ambála térségében (Harijána állam)

A kosz mínárok (dévanágari írással: कोस मीनार) 16. századi eredetű, kilométerkőhöz hasonló szerepű építmények a dél-ázsiai Nagy Törzsút mentén. Többségük Észak-Indiában található, de fennmaradt több kosz mínár a mai Pakisztán területén is.

## A kifejezés eredete
Nevük első felében a kosz egy régi távolságegységet jelent, ami nagyjából 3,23 km, és bár ma már Indiában is a mérföldet és a kilométert használják, némelyik észak-indiai falu lakói még most is koszban fejezik ki magukat. A szó őse vagy a szanszkrit krosza lehetett, vagy a perzsa nyelvből származhat.
A mínár jelentése „oszlop”.

## Történetük
A kosz mínárok a Sér Sáh Szúri szúri szultán által a 16. században kiépíttetett út mentén állnak, amely nagyjából a mai Nagy Törzsútnak felel meg (ez többek között Lahort köti össze Kalkuttával és Csittagonggal). Mivel a mai országút vonalvezetése nem pontosan egyezik meg a régi útéval, ezért nem minden kosz mínár áll az út mellett: vannak köztük, amelyek települések belsejében, egy vasútvonal mellett, vagy éppen egy-egy ártéri szántóföldön találhatók. A legtöbb ilyen építmény Uttar Prades, Harijána, Pandzsáb és Rádzsasztán államban maradt fenn, de sok közülük ma már omladozik, pusztul. Számuk eredetileg mintegy 600 lehetett, de ma már kevesebb létezik. Az Indiai Régészeti Szolgálat (ASI) összesen 110-et helyezett belőlük védelem alá.
A kosz mínárok többnyire téglából és mészhabarcsból készült, felfelé vékonyodó tornyok, amelyek elérhetik a közel 10 méter magasságot is. Nyolcszögű alapzatuk körülbelül a magasságuk egyharmadát teszi ki. Nagy méretüket az indokolja, hogy messziről is láthatóvá akarták őket tenni az úton közlekedők számára; ugyanezen célból éjjelente meggyújtott fáklyákat erősítettek rájuk.

## Típusaik
Három kategóriába lehet őket sorolni: az első típus mindössze egyszerű útjelzőként szolgált, a második típusba tartozó kosz mínárok viszont egyrészt építészetileg igényesebbek voltak, másrészt alapszolgáltatásokat is nyújtottak a megfáradt utazóknak, például ivóvizet és árnyékot biztosítottak. A harmadik típushoz még pihenőházak vagy szerájok, posta és kút is tartozhatott, de akár lehetett mellette ídgáh is az ünnepi imákhoz. Volt olyan történelmi korszak, amikor minden kosz mínárnál egy-egy lovat állomásoztattak, lovassal és dobossal együtt: ők egyfajta hatékony kommunikációs hálózatot biztosítottak a birodalom számára.
Nevezetes kosz mínárok állnak például a delhi állatkert területén, Fatehpur Szíkriben, vagy éppen Haudzs Khászban. Utóbbi a falán található lyukak miatt nevezetes: itt tették közszemlére az utasokat megtámadó rablók, tolvajok lándzsára húzott fejét. Innen ered az építmény közismert neve is: csor mínár, azaz tolvajok oszlopa.

## Képek

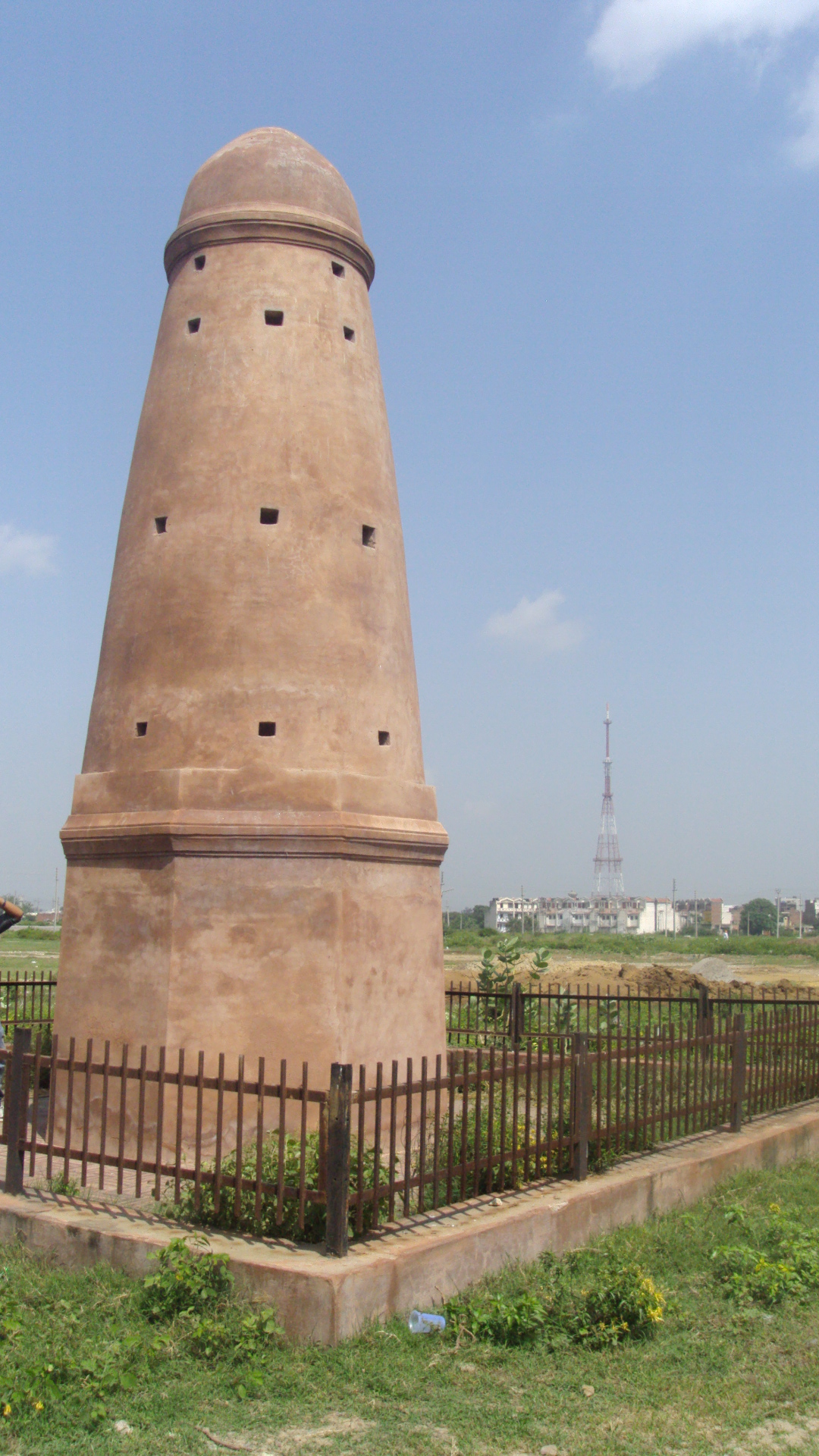
Kosz mínár Karnál körzetben (Harijána állam)
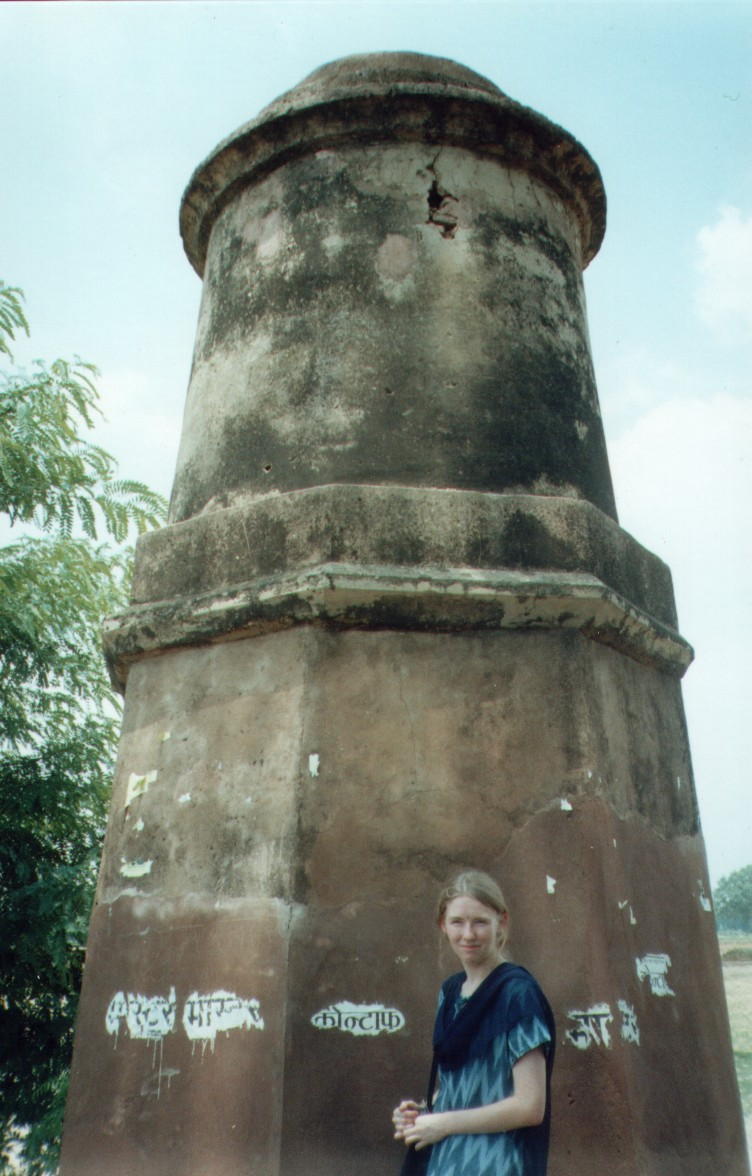
Kosz mínár Uttar Prades államban
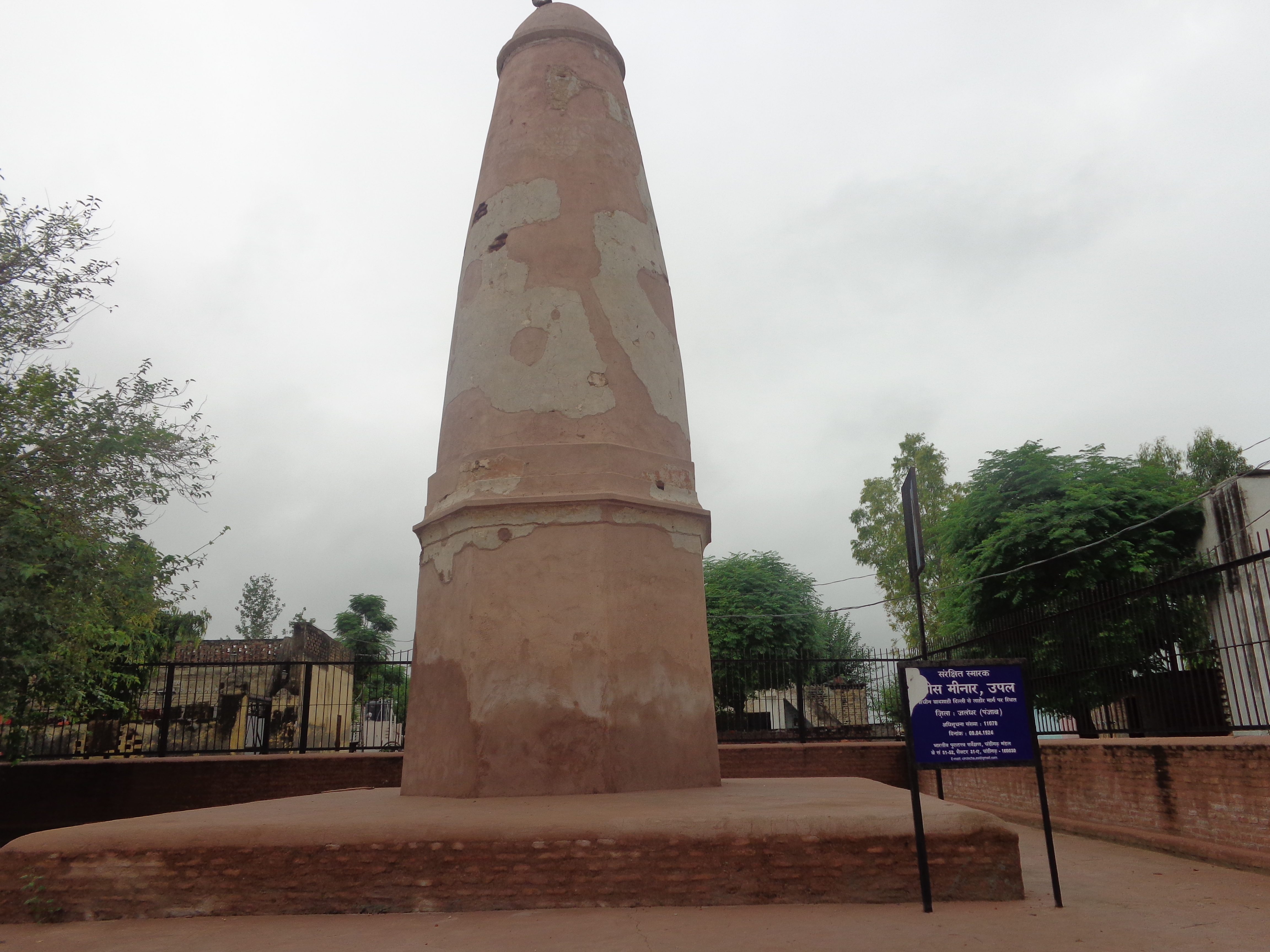
Kosz mínár Dzsálandhár közelében (Pandzsáb állam, India)
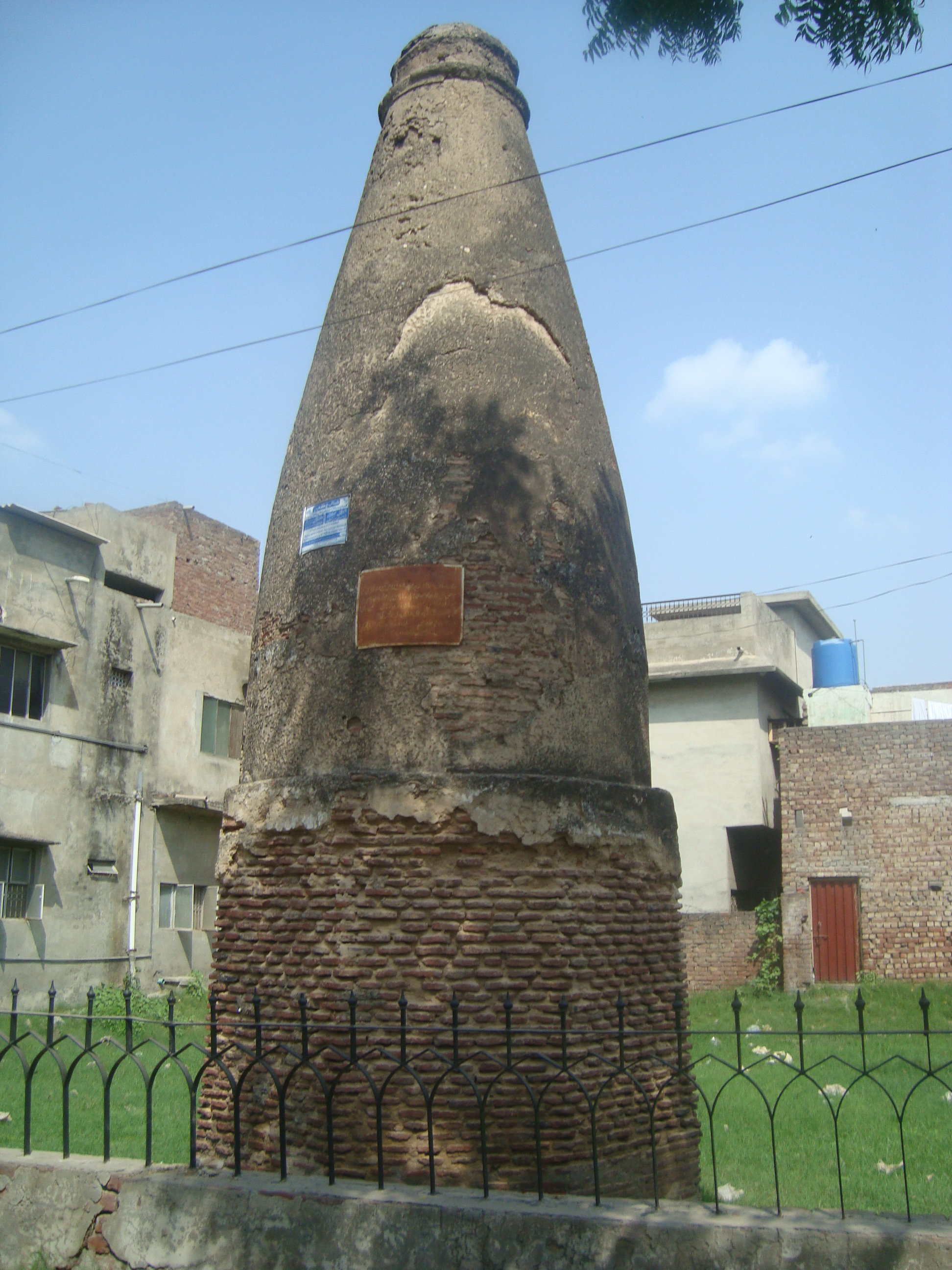
Kosz mínár Lahorban (Pandzsáb, Pakisztán)
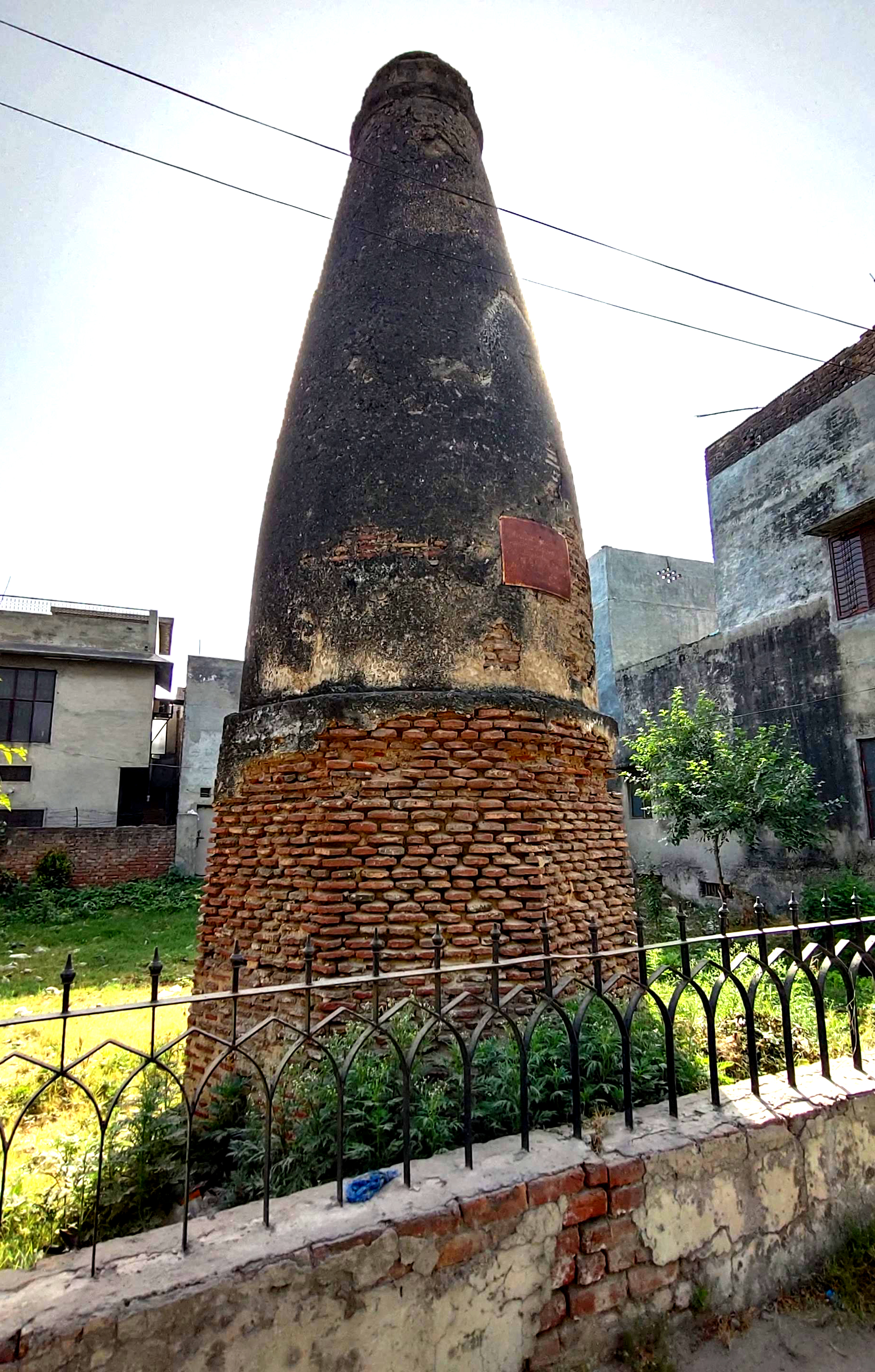
Mughalpura, Lahor, Pakisztán
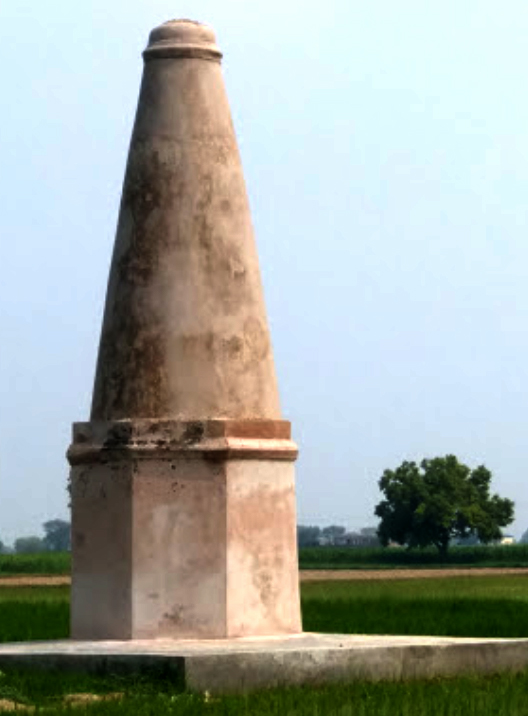
Manhála, Lahor, Pakisztán
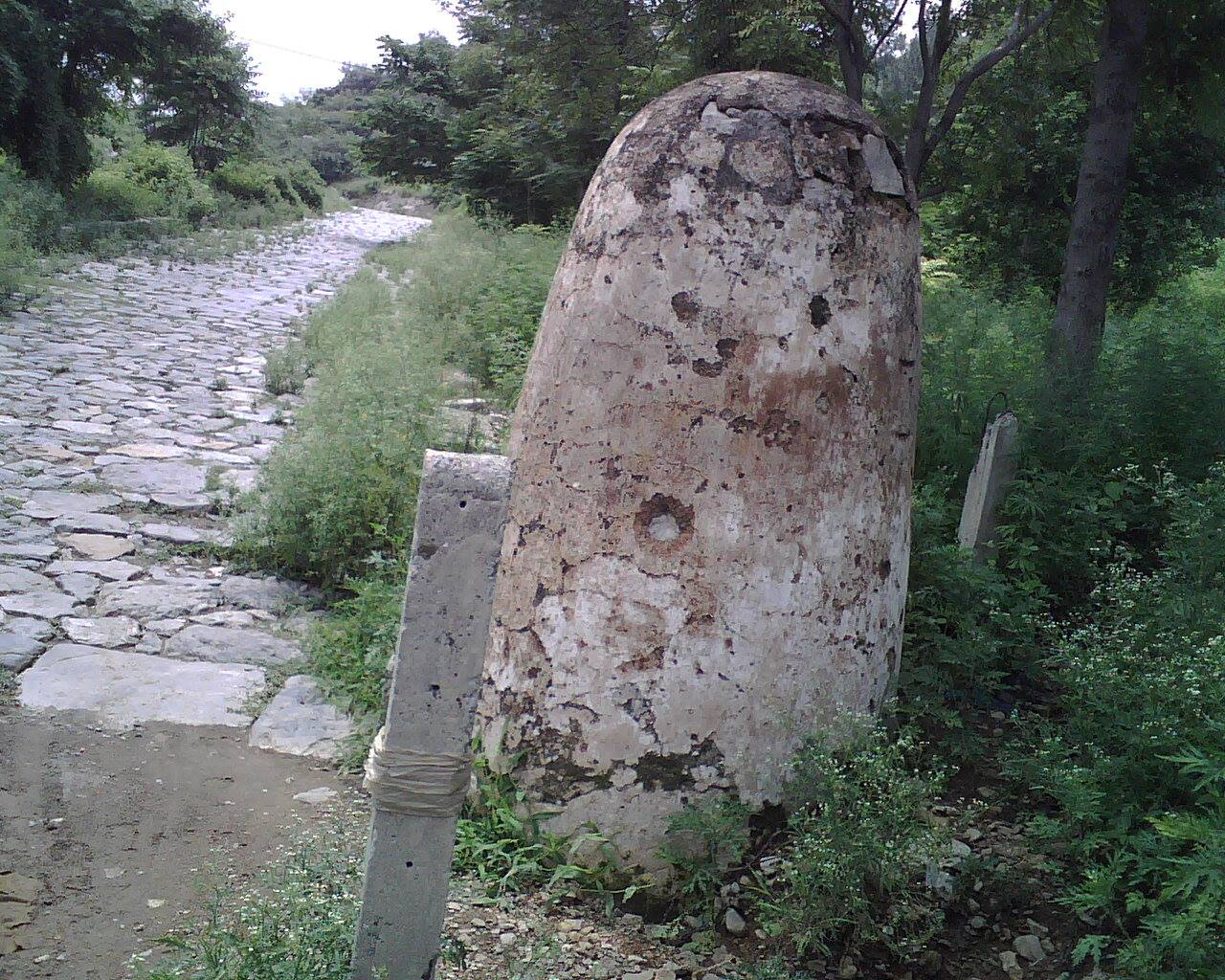
Takszla, Pakisztán (a Nagy Törzsút mentén)
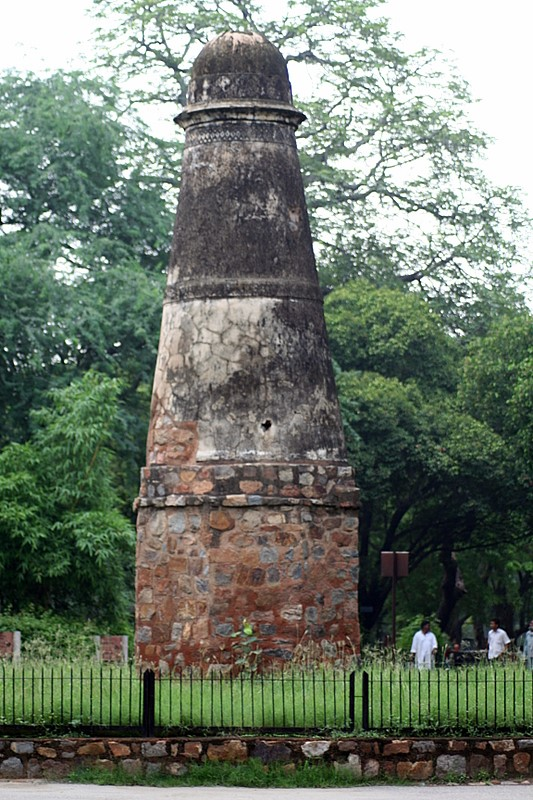
Delhi állatkert, India
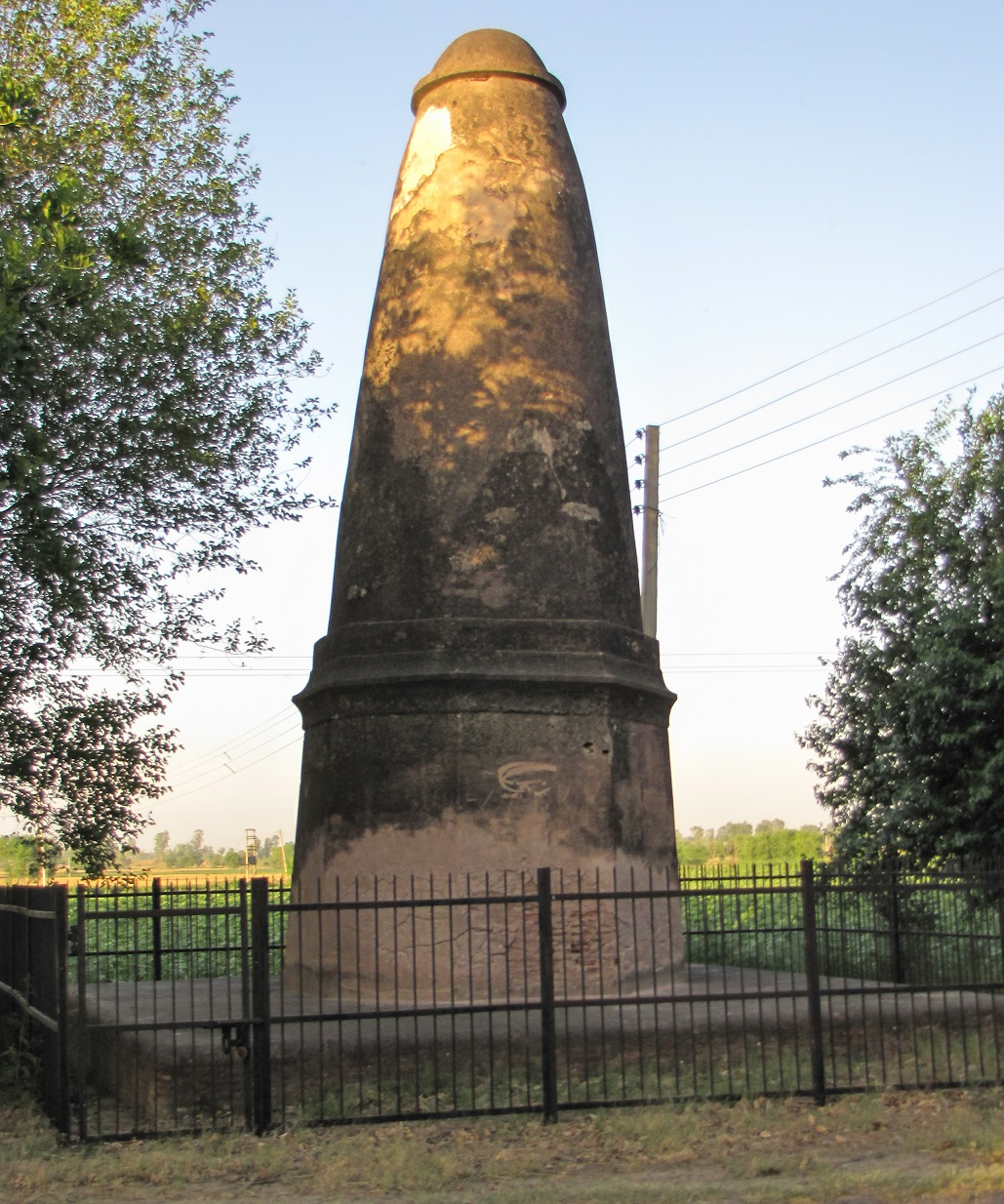
Dakkhni, Dzsálandhár, India
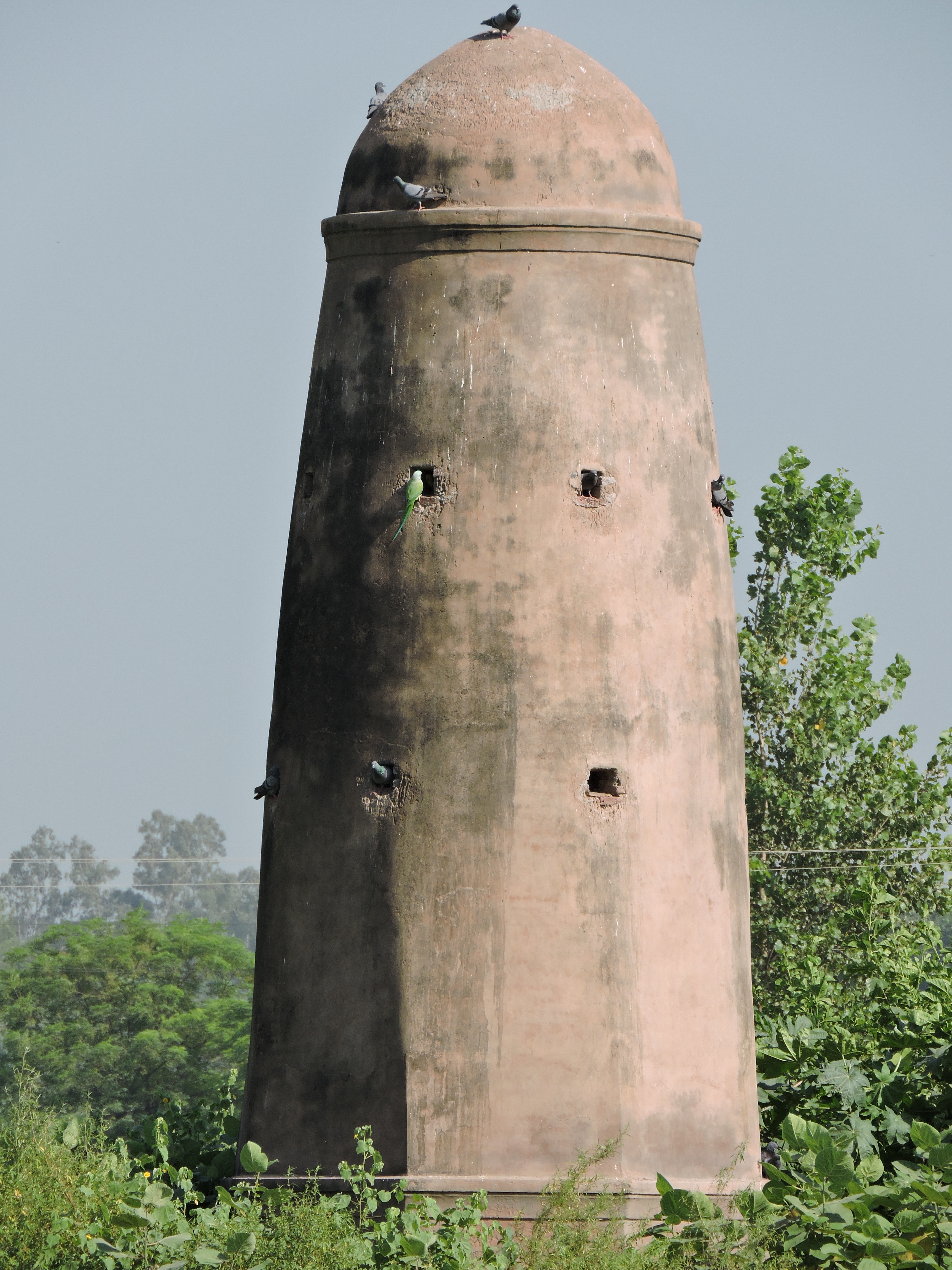
Karnál, India
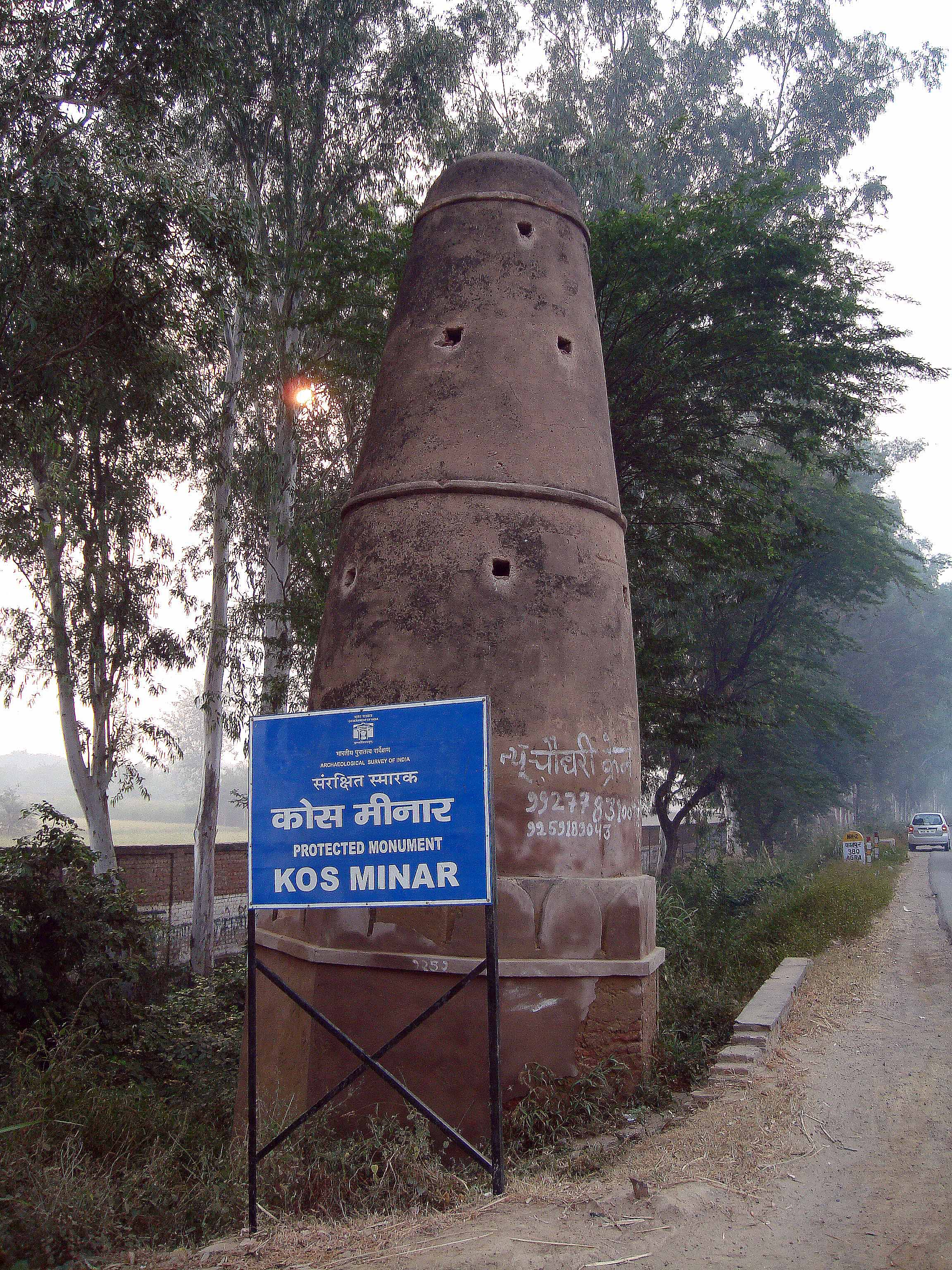
Harijána, India